# Maxime Roger
Maxime Alexis Olivier Roger (Parigi, 10 luglio 1996) è un giocatore di football americano francese che gioca come defensive back per i Paris Musketeers.
Dopo aver iniziato la carriera nelle giovanili dei Lycans des Mureaux e dei Météores de Fontenay-sous-Bois si è trasferito nella prima squadra dei Gladiateurs de la Queue-en-Brie ed è quindi passato ai Cougars de Saint-Ouen-l'Aumône. Dal 2020 al 2022 ha giocato per i Flash de La Courneuve, per poi trasferirsi in ELF, prima con i Tirol Raiders e poi con i Paris Musketeers.

## Palmarès
- 1 World Games (2017)
- 1 Europeo (2018)
- 1 Casque de Diamant (Flash de La Courneuve, 2015)